# Часник виноградниковий
Часник виноградниковий, цибуля виноградникова (Allium vineale) — вид трав'янистих рослин родини амарилісові (Amaryllidaceae), поширений на заході Північної Африки, у Європі й до Ірану.

## Опис
Багаторічна рослина, 40–65 см. Листки циліндричні, дудчасті. Зонтик малоквітковий, іноді складається з одних цибулинок, зібраних у компактну головку. Листочки оцвітини рожеві, 3–4 мм завдовжки. Покриття насіння блискуче. 2n = 32, 40.

## Поширення
Поширений на заході Північної Африки, у Європі й до Ірану; інтродукований до Північної й Південної Америки та до Австралії.
В Україні вид зростає на луках, трав'янистих схилах, в чагарниках, часто як бур'ян в виноградниках — в Карпатах (рівнинні райони), на Поліссі та в Правобережного Лісостепу.

## Використання
Був запропонований як замінник часнику, але існує певна різниця в думці щодо того, чи рослина має неприємний присмак порівняно із звичайним часником (Allium sativum). Наземні частини рослини використовують як приправу на Балканах. Рослина також може надавати молоку худоби та хлібним виробам часниковий смак.

## Галерея

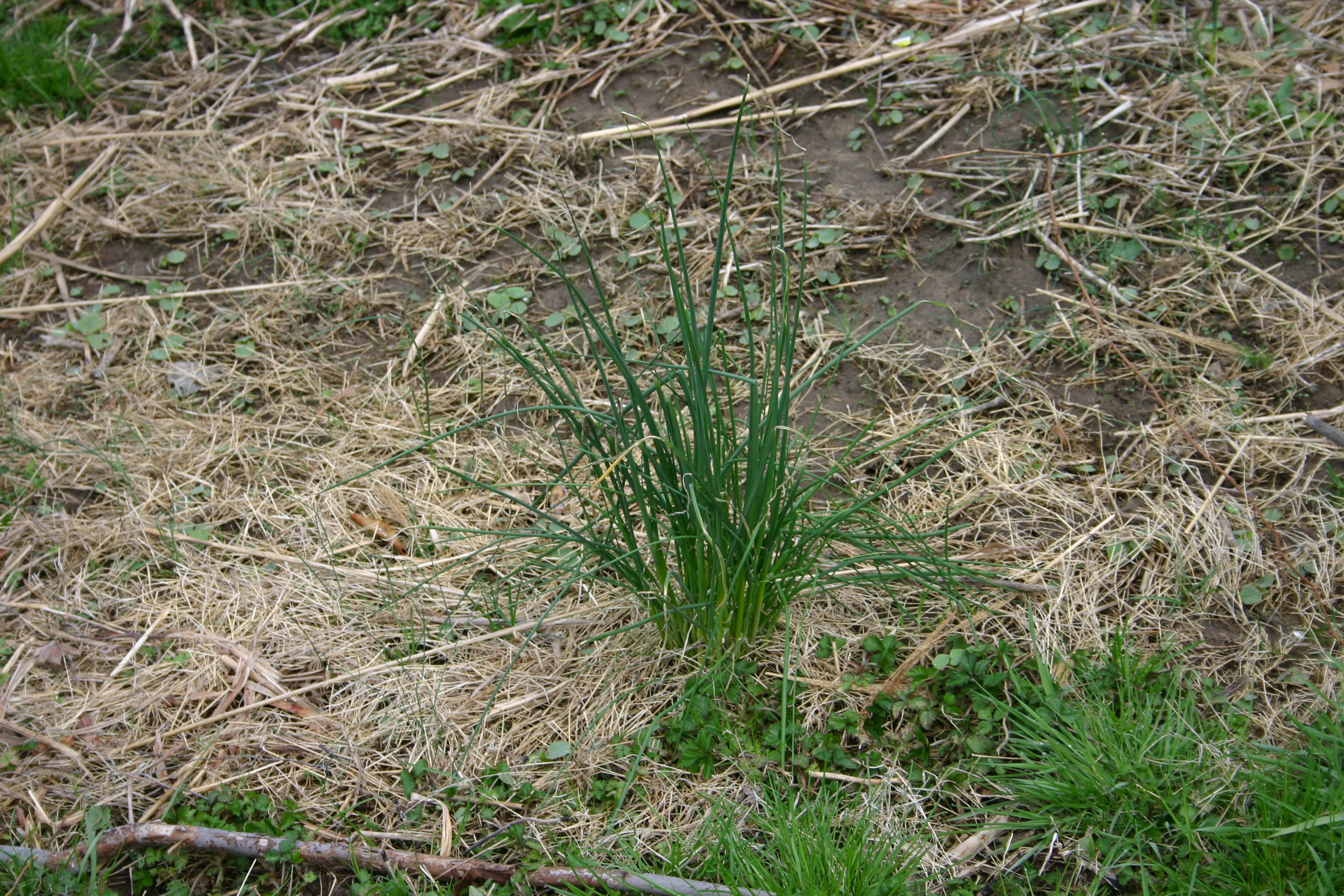
рослина рано навесні
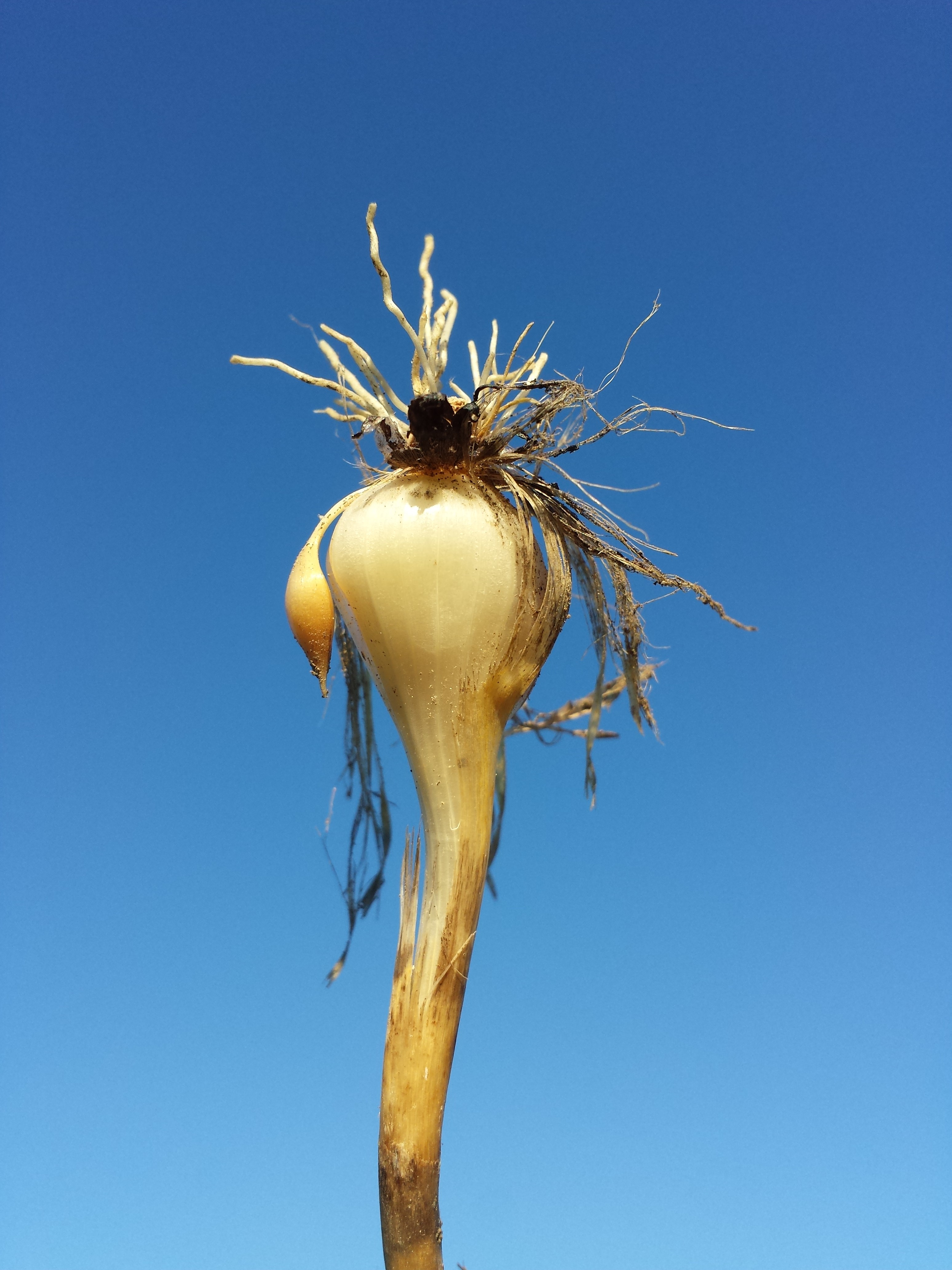
цибулина
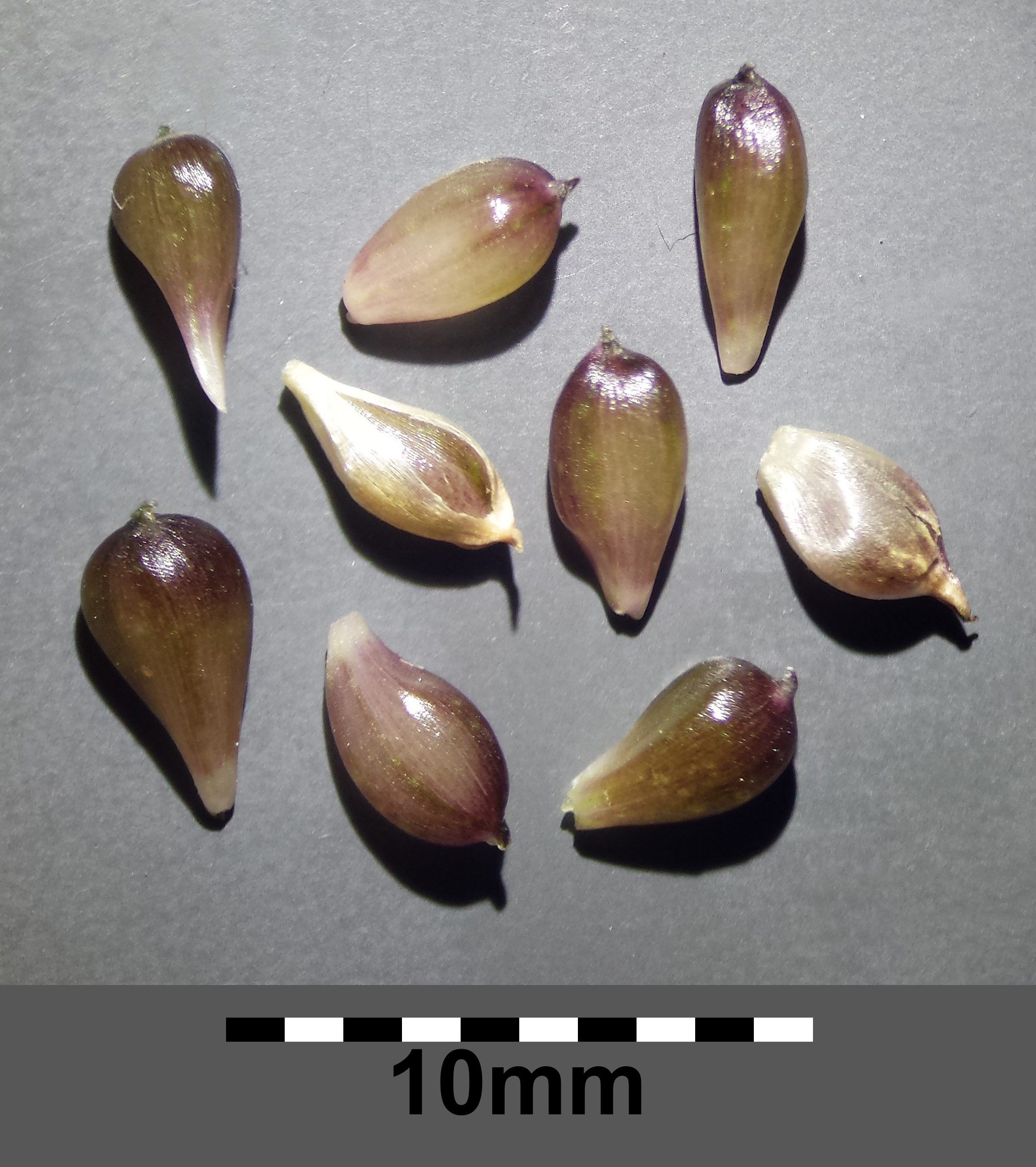
цибулинки
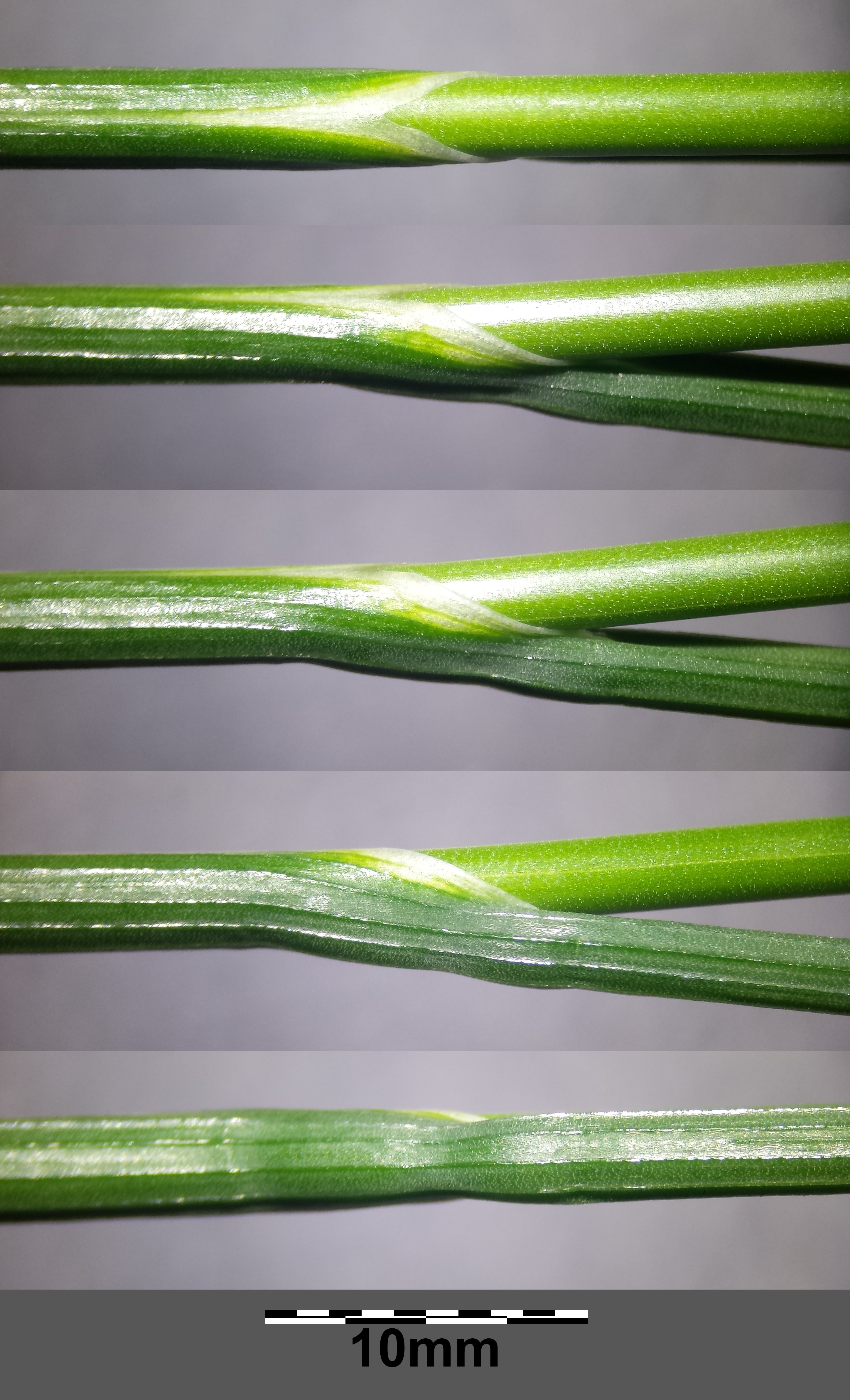
стебла й листки
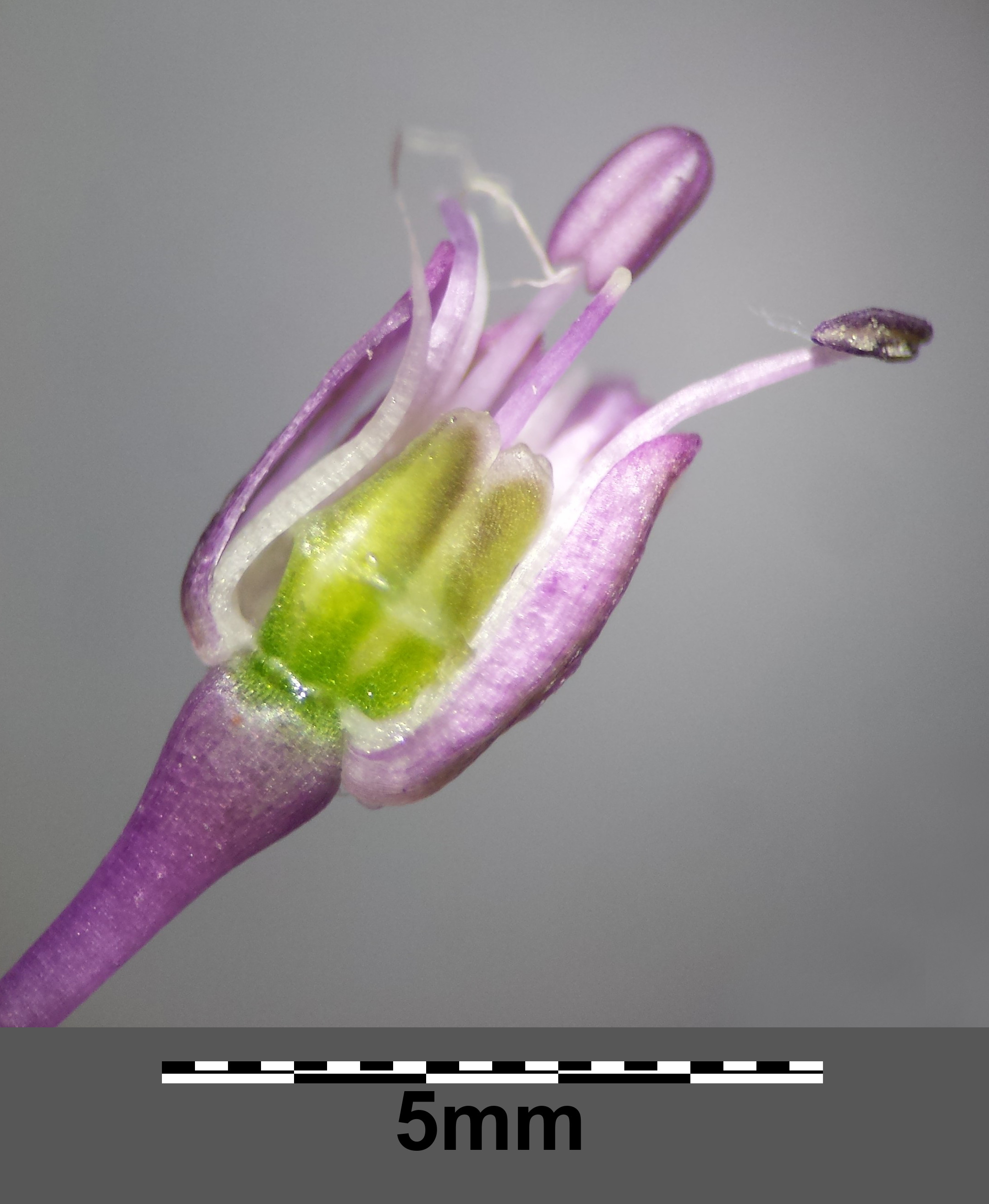
квітка в перерізі
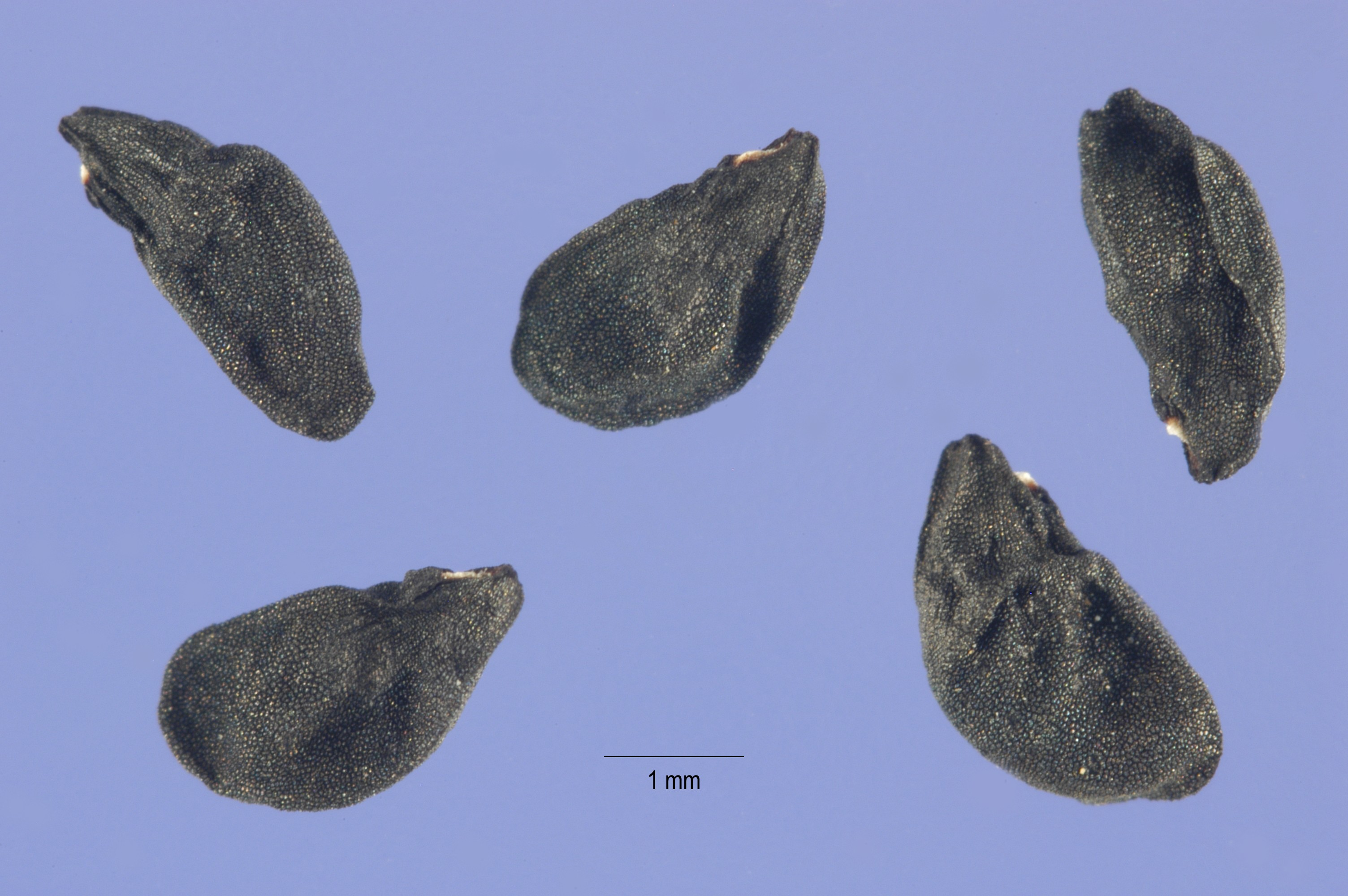
насіння
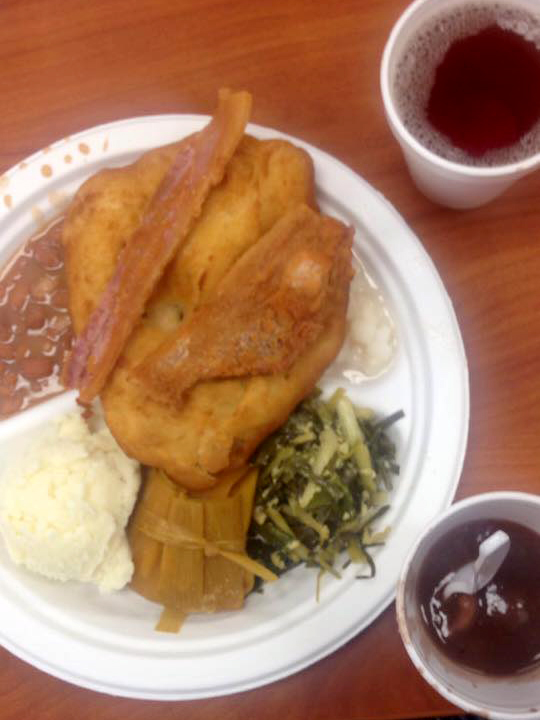
використання як їжі
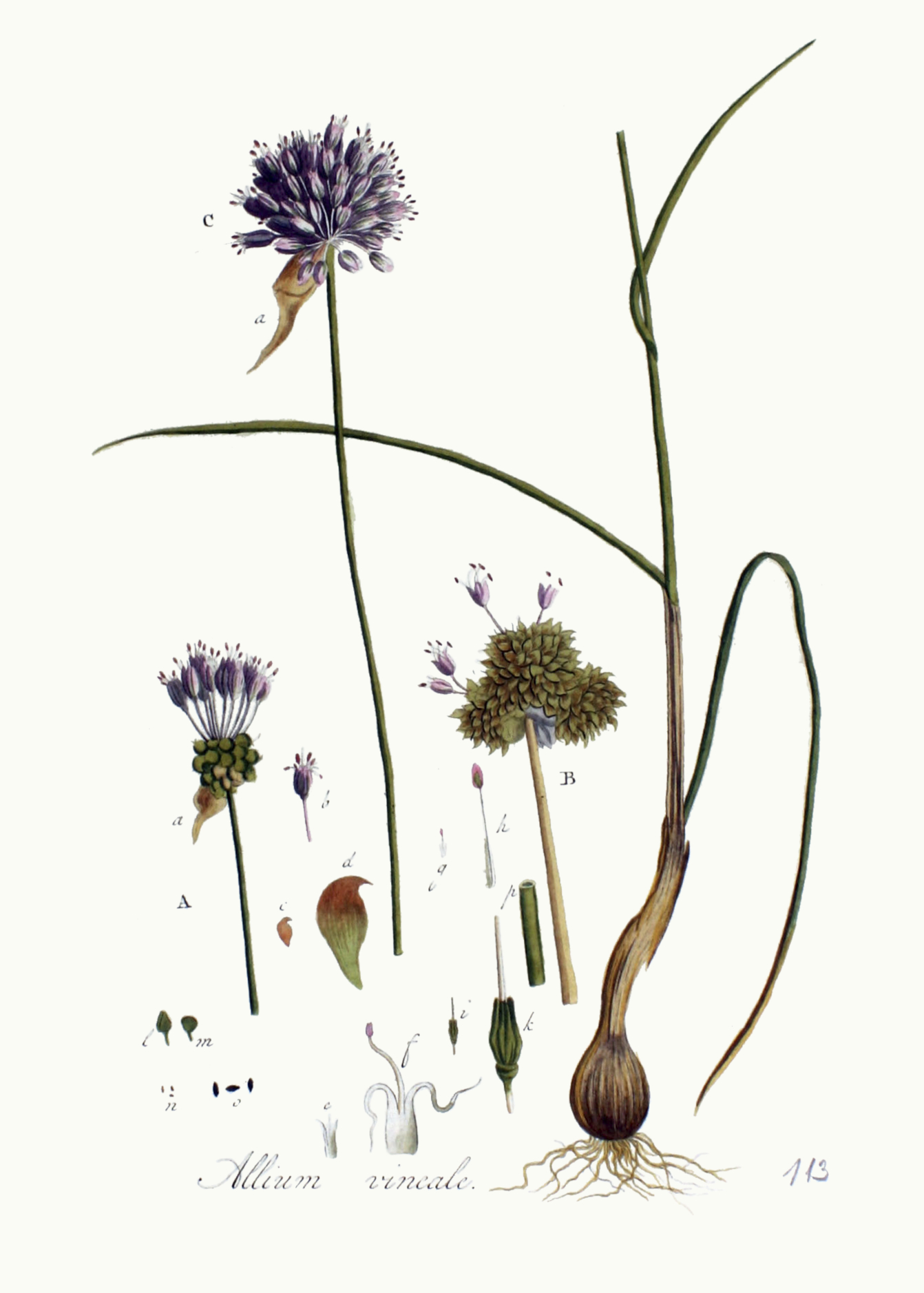
ілюстрація